# Onesia toxonneura
Onesia toxonneura este o specie de muște din genul Onesia, familia Calliphoridae. A fost descrisă pentru prima dată de Macquart și Sabin Berthelot în anul 1838.
Este endemică în Insulele Canare. Conform Catalogue of Life specia Onesia toxonneura nu are subspecii cunoscute.